# Freddie Cox
Frederick James Arthur „Freddie“ Cox DFC (* 1. November 1920 in Reading; † 7. August 1973 in Bournemouth) war ein englischer Fußballspieler und -trainer. Als rechter Flügelspieler war er vor und nach dem Zweiten Weltkrieg für Tottenham Hotspur aktiv, bevor er beim Lokalrivalen FC Arsenal anheuerte und dort 1950 den FA Cup gewann. Zwischen 1956 und 1970 arbeitete er danach als Cheftrainer in Bournemouth, Portsmouth und Gillingham.

## Sportlicher Werdegang

### Laufbahn als aktiver Fußballer
Cox besuchte die Redlands Senior School in Reading und erlernte das Fußballspielen im St George’s Lads Club. Dort entdeckten ihn Talentspäher von Tottenham Hotspur und nahmen ihn 1936 in die eigene Jugendabteilung auf. Um Spielpraxis zu erlangen, wurde er zunächst an Northfleet United ausgeliehen, eine Art Farmteam für Tottenham zu dieser Zeit. Im August 1938 unterzeichnete Cox den ersten Profivertrag bei den „Spurs“ und am 11. November 1938 debütierte es als 18-Jähriger beim 1:1 gegen Swansea Town. Die Weichen für einen bevorstehenden sportlichen Durchbruch schienen gestellt, aber der Ausbruch des Zweiten Weltkriegs sorgte für eine lange Unterbrechung des gewöhnlichen Ligaspielbetriebs. Während des Kriegs diente Cox als Kampfpilot in der Royal Air Force und wurde als Flight Lieutenant mit dem DFC-Orden ausgezeichnet. Auf dem Fußballplatz war er im Verlauf der Kampfhandlungen als Gastspieler für den FC Fulham, den FC Reading, Manchester City und Swindon Town aktiv. Nach der Wiederaufnahme des Ligaalltags 1946 war er als schneller Flügelspieler eine Konstante auf der rechten Seite von Tottenham, bevor er seinen Stammplatz zum Ende der drei Jahre an Sonny Walters verlor und für 12.000 Pfund im September 1949 zum Lokalrivalen FC Arsenal wechselte.
Kurz nach seiner Ankunft gab Cox gegen West Bromwich Albion am 7. September 1949 seinen Einstand für die „Gunners“ und war sofort „gesetzt“ auf der rechten Seite. Erster Höhepunkt war in der Saison der FA Cup, als Cox zum Halbfinalduell gegen den FC Chelsea an die White Hart Lane – üblicherweise Tottenhams Heimspielstätte – zurückkehrte. Dort schoss er in der ersten Partie ein Tor zum 2:2-Remis und im anschließenden Wiederholungsspiel sogar den einzigen Treffer zum 1:0, der den Finaleinzug sicherte. Im Endspiel bereitete Cox ein Tor von Reg Lewis vor; schließlich gewann Arsenal mit 2:0 gegen den FC Liverpool. Zwei Jahre später hieß das Duell im FA Cup erneut Arsenal gegen Chelsea an der White Hart Lane und wieder war es Cox, der ein Tor im ersten Spiel (nunmehr zu einem 1:1) beisteuerte; bei der Neuauflage zwei Tage später traf er sogar zweimal im Verlauf des 3:0-Sieg. Im Finale unterlag er jedoch nunmehr mit seinen Mannen mit 0:1 gegen Newcastle United, wobei Arsenal aufgrund einer schweren Verletzung von Walley Barnes knapp eine Stunde in Unterzahl spielen musste.
Ungeachtet der Pokalerfolge war Cox bei Arsenal auf der rechten Flügelposition nie unumstritten. So musste er sich zunächst dem Konkurrenten Ian McPherson stellen und später Arthur Milton. Als Arsenal in der Saison 1952/53 die englische Meisterschaft gewann, absolvierte Cox lediglich neun von 42 Ligapartien. So machte er sich auf die Suche nach einer neuen Aufgabe und heuerte im Juli 1953 beim Erstligakonkurrenten West Bromwich Albion an. Bei „WBA“ reichte es jedoch nur für eine Handvoll Spiele, so dass Cox, der bereits parallel im Trainerstab mitarbeitete, zum Ende der Saison 1953/54 unter Trainer Vic Buckingham als Assistent zu dienen begann.

### Trainerkarriere
Nach den ersten Trainererfahrung unter Buckingham übernahm Cox im Jahr 1956 die Cheftrainerrolle beim Drittligisten Bournemouth & Boscombe Athletic. Dort machte er seinem Ruf als „Pokalschreck“ weiter Ehre und besiegte mit seinem Team im FA Cup 1956/57 überraschend die Wolverhampton Wanderers und Tottenham, bevor er in der sechsten Runde knapp mit 1:2 an Manchester United scheiterte. 1958 nahm er ein Angebot des Erstligisten FC Portsmouth an, konnte dort jedoch den Abstieg 1959 nicht verhindern. Auch in der Folgezeit lief es durchwachsen und kurz vor dem weiteren Fall in die Drittklassigkeit nach Ablauf der Saison 1960/61, war Coxs Engagement in Portsmouth bereits im Februar 1961 zu Ende gegangen.
Nach seiner Demission in Portsmouth, blieb er kurze Zeit dem Fußball fern und betrieb einen Zeitungskiosk, bevor er 1962 Trainer des Viertligisten FC Gillingham wurde. Er formte aus den „Gills“ ein Team, das sich von einem 20. Platz im Jahr darauf auf den fünften Rang vorarbeitete, 1964 die Viertligameisterschaft gewann und damit in die dritte Liga aufstieg. Besondere Anerkennung fand die defensive Stabilität in der Mannschaft von Cox mit lediglich 30 Gegentoren in 46 Ligapartien. Auch in der folgenden Drittligasaison 1964/65 sah es lange einem möglichen Durchmarsch in die zweite Liga aus, bevor der Verein noch auf den siebten Rang abrutschte. Kurz vor Weihnachten 1965 trat Cox von seinem Posten in Gillingham zurück, um sich wieder seinem alten Klub in Bournemouth anzuschließen. Bournemouth war weiterhin als Drittligist unterwegs und in seiner zweiten Amtsperiode war der vierte Platz in der Saison 1968/69 der sportliche Höhepunkt. Ein Jahr später stieg Cox mit Bournemouth in die vierte Liga ab, woraufhin er im Sommer 1970 entlassen wurde. Dies markierte das Ende seiner Trainerkarriere und nur drei Jahre später verstarb Cox im Alter von nur 52 Jahren.

## Titel/Auszeichnungen
- Englischer Pokal (1): 1949/50